# Служанка Франсуаза
Служанка Франсуаза (фр. Françoise) — один из центральных персонажей цикла романов Марселя Пруста «В поисках утраченного времени» (далее — «Поиски»).

## Франсуаза в «Поисках»
Франсуаза, служанка в семье Рассказчика, в начале повествования — кухарка и служанка его двоюродной бабушки и её дочери Леонии; после смерти тёти Леонии поступила на службу к родителям Марселя. Франсуаза сопровождает юношу-Марселя и его бабушку в их путешествии в Бальбек, остаётся в доме во время «пленения» Марселем Альбертины и в конце повествования присутствует при начале работы Рассказчика над его книгой. Собственная семья Франсуазы была зажиточной, после смерти родителей-крестьян ей достался дом, «где жил её брат, у которого была не одна, а несколько коров»; у неё есть дочь Маргарита, внук и племянники: один из них пытается освободиться от военной службы в начале мировой войны, другой погибает в сражении.
Вспоминая своё детство, Рассказчик отмечает: «с тех пор, как мы стали ездить в Комбре, всех ближе была мне там Франсуаза; мы были её любимцами, она, — по крайней мере, первые годы, — испытывала к нам такое же глубокое почтение, как и к тёте». Франсуаза принадлежала к числу тех слуг, «которые с первого взгляда производят на постороннего самое невыгодное впечатление — быть может, потому, что они и не стараются понравиться и не проявляют угодливости, так как нисколько в этом постороннем человеке не нуждаются и отлично понимают, что хозяева скорее перестанут принимать его, чем рассчитают их, — и которыми зато особенно дорожат господа, ибо они уже испытали их способность, а есть ли у них внешний лоск, умеют ли они вкрадчиво изъясняться, что всегда так располагает к себе посетителя, но часто прикрывает безнадёжную никчёмность, — до этого хозяевам никакого дела нет».
Описывая обстановку дома тёти Леонии, Рассказчик отмечает решительное превосходство Франсуазы, «по-крестьянски жестокой что к цыплятам, что к людям», над другими слугами: «Франсуаза, следуя своему неуклонному намерению сделать жизнь в тётином доме невыносимой для всей остальной прислуги, прибегала к хитроумным и беспощадным каверзам, и мы только много спустя узнали, что в то лето мы почти каждый день ели спаржу только потому, что её запах вызывал у несчастной судомойки, которой вменялось в обязанности чистить её, такие жестокие приступы астмы, что в конце концов она вынуждена была от нас уйти». 
Поступив впоследствии на службу к родителям Рассказчика и окончательно укоренившись в их семье после переезда во флигель особняка Германтов и во время болезни бабушки повзрослевшего Марселя, постаревшая Франсуаза приобрела особый статус. Она жила со своими хозяевами в «симбиозе», при котором, по словам Рассказчика, «мы, с нашими достоинствами, с нашим состоянием, с нашим образом жизни, с нашим положением, должны были по мелочам тешить её самолюбие». Несмотря на происхождение и круг общения, внутренний мир персонажа довольно сложен: «её чувства сильны и примитивны, хотя в ней есть благородство и даже изысканность на свой лад». После смерти тёти Леонии она испытала «дикую боль». Франсуаза испытывает сильную антипатию к Альбертине, всячески пытаясь настроить Рассказчика против неё. Чувство ненависти, ревности настолько сильное, что подчас искажает её лицо. Один из главных пороков служанки — сильное любопытство. Франсуаза является одним из персонажей «без претензий» близких к Рассказчику, которые обладают в некотором отношении предчувствием «своей цели». В старости она становится свидетелем работы «Марселя» над книгой, разделяя его жизненные интересы, и «проникается особым инстинктивным пониманием литературного труда, более верным, чем у многих интеллигентных людей».
С точки зрения российского лингвиста Татьяны Николаевой, Франсуаза представляет собой «самый живой и яркий образ в романе». Исследователь творчества Пруста Андре Моруа признавал, что простой народ у Пруста представлен недостаточно и единственный полномерный портрет сделан с крестьянки Франсуазы, но отмечал важную роль этого персонажа, принёсшего в Париж Пруста «язык своего родного края». Выразительные реплики Франсуазы сопровождают Рассказчика во множестве романных ситуаций, и он, в свою очередь, находит этому языковому своеобразию зрительный образ:

«Как витрина провинциального музея бывает убрана редкими вышивками, купленными у крестьянок, в иных краях ещё не оставивших этого искусства, так парижская наша квартира была изукрашена словами Франсуазы, подсказываемыми ей преемственностью, чувством родины и подчинявшимися законам очень давнего происхождения. И она умела вышивать ими, точно цветными нитками, вишнёвые деревья и птиц своего детства, постель, на которой умерла её мать и которую она видела как сейчас».

## Прототипы
- Фелисия Фито, служанка и превосходная кухарка, унаследованная Прустом от матери и остававшаяся с писателем до 1907 года[17]. Первые наброски к образу Франсуазы встречаются в описаниях старой служанки Фелиси из раннего текста Пруста «Дни чтения», вошедшего в его сборник «Подражания и смесь» (1919)[18], а также в чертах служанки Эрнестины из незавершенного романа писателя «Жак Сантёй»[19].
- Селеста Альбаре (1891—1984), горничная и секретарь Пруста, служившая у него с 1913 года. В конце повествования «Франсуаза списана с Селесты»[20].

## В экранизациях
- Элен Сюржер — «Обретённое время» Рауля Руиса (1999).
- Анна Дане — «В поисках утраченного времени» Нины Компанеец (2011)